# 루도비코 스포르차
루도비코 마리아 스포르차(이탈리아어: Ludovico Maria Sforza, 1452년 7월 27일 ~ 1508년 5월 27일)는 밀라노 공작으로 스포르차가 일족이다. 프란체스코 스포르차의 아들이며, 레오나르도 다 빈치를 비롯한 많은 예술가의 후원자로 유명하다. 무어인과 닮은 검은 얼굴빛이나 칠흑같이 검은 머리 때문에 본명보다도 일 모로(il Moro; 무어인)라는 별명으로 불렸다. 일부 학자들은 '모로'라는 별명이 루도비코의 문장인 뽕나무에서 비롯되었다고도 한다.
1476년, 형 갈레아초가 암살당한 뒤 어린 조카가 공작이 되자 미망인 형수와 권력다툼을 통하여 섭정의 자리를 차지한다. 이후 실권을 쥐고 밀라노를 통치하며 권력찬탈을 계획하였다. 나폴리 왕국이 이에 대해 내정을 간섭하자 이를 견제하기 위해 합스부르크의 막시밀리안 1세와 혼인동맹을 맺으며 권력기반을 다졌다. 프랑스와도 동맹을 체결한후 샤를 8세의 이탈리아 원정을 지원하여 이탈리아 전역을 혼란에 빠트렸다. 샤를 8세에 이어 즉위한 루이 12세의 침공으로 권좌에서 축출되었고 밀라노는 프랑스에게 정복당했다. 포로가 되어 프랑스 투렌에 있는 로슈 성에 갇혀 지내다가 1508년 죽었다.

## 일대기

### 출생과 결혼

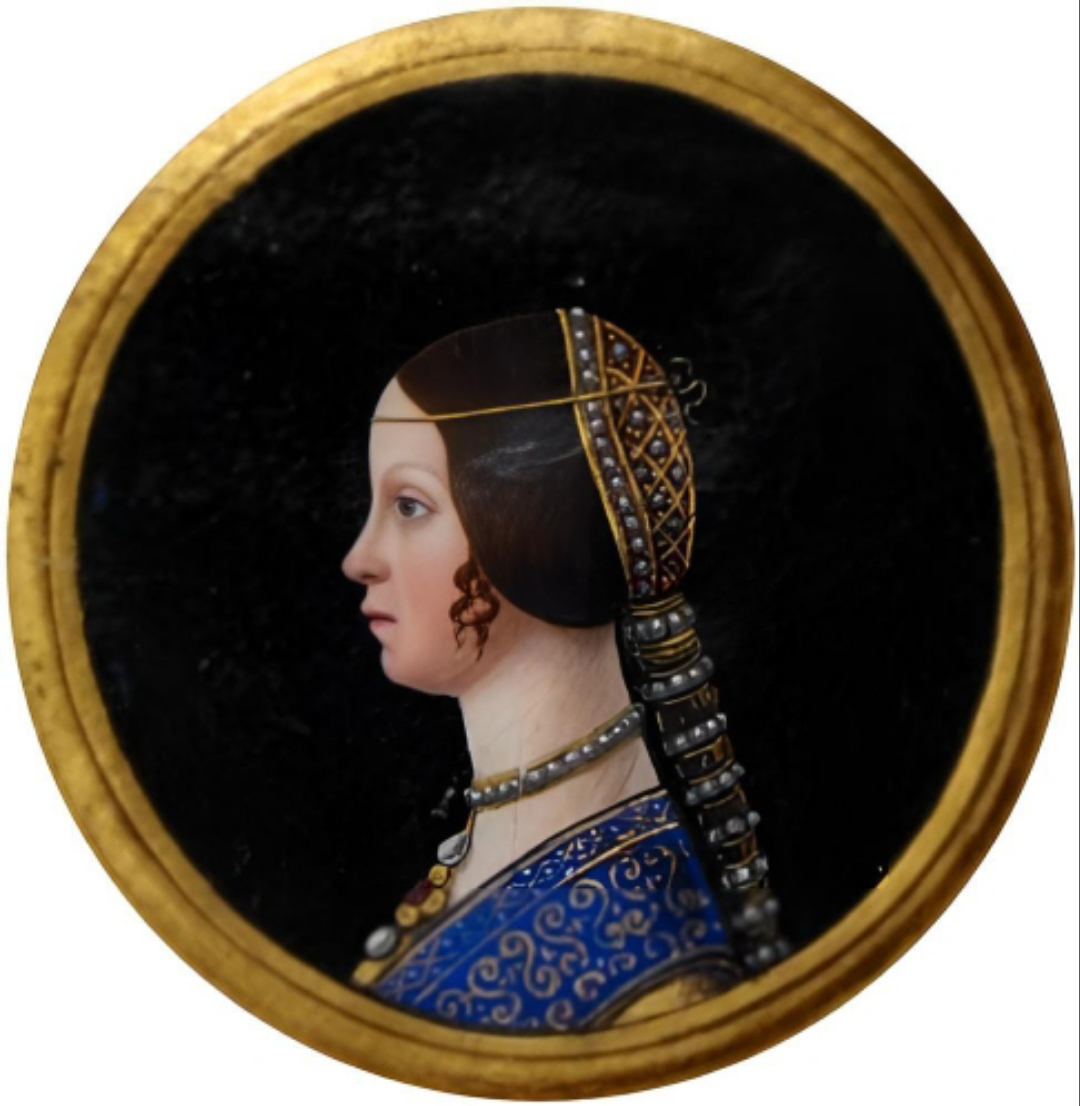
베아트리체 데스테

밀라노 공작인 프란체스코 1세 스포르차와 비앙카 비스콘티의 넷째 아들이다. 루도비코 스포르차는 지금의 롬바르디아에 있는 비제바노에서 태어났다. 1491년 1월, 루도비코는 에르콜레 1세 데스테의 어린 딸 베아트리체 데스테와 결혼하였다. 루도비코 스포르차와 베아트리체 데스테가 결혼하자 베아트리체의 남동생 알폰소 데스테는 잔 갈레아초 스포르차의 누이 안나 스포르차와 결혼하였다. 당시 결혼식 축전 감독을 맡은 사람은 레오나르도 다 빈치와 도나토 브라만테였다. 베아트리체의 언니인 이사벨라 데스테(1475-1497)는 만토바 후작 프란체스코 2세 곤차가와 결혼하였다.
루도비코에게는 많은 애인이 있었는데, 그 가운데서도 체칠리아 갈레라니는 루도비코가 가장 총애하는 여인이었다. 루도비코와 베아트리체 데스테의 결혼식과 같은 해에 그녀는 루도비코의 아들을 낳았다. 그녀는 레오나르도 다 빈치의 흰 족제비를 안은 여인의 모델이었던 것으로 보인다. 덧붙여 흰 족제비는 루도비코의 문장에 그려진 짐승이었다.

### 밀라노 공작
1476년 루도비코의 형 갈레아초가 암살당하자 공작 자리는 그의 일곱 살 난 조카 잔 갈레아초 스포르차에게 넘어갔다. 미망인 사보이의 보나(Bona of Savoy)가 섭정을 하였으나 루도비코와 알력이 생기며 권력투쟁이 벌어졌다. 초반에는 추방을 당하는 수모를 겪기도 했으나 곧 반격을 가하여 형수를 축출하는 데 성공하였다. 실권을 잡은 루도비코는 밀라노 공작인 조카를 무시하고 자신이 실제 군주 헹세를 했으며 섭정에 만족하지 못하고 권력 찬탈을 시도했다. 그래서 조카 잔 갈레아초가 성년이 되었는 데도 섭정에서 물러나지 않았다.

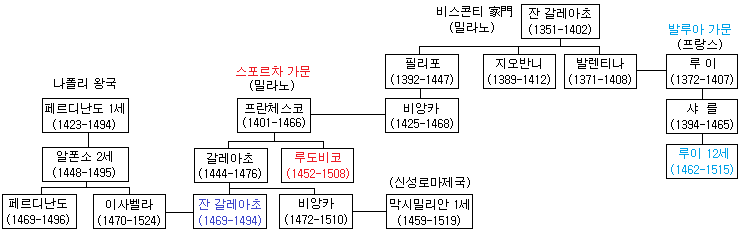
루도비코 스포르차의 가계도

1488년에 조카 잔 갈레아초를 나폴리 왕 페르디난도 1세의 손녀딸 이사벨라 공주와 결혼시키며 나폴리와 동맹관계를 확보하였다. 또한 아우인 아스카니오 추기경을 통해 교황 알렉산데르 6세와도 동맹을 맺었다. 피렌체의 로렌초 데 메디치와도 좋은 관계를 유지하며 자신의 지위를 굳건히 하려고 노력했다.
루도비코의 만행이 증가하자 조카 며느리 이사벨라(잔 갈레아초의 아내)가 루도비코의 월권행위에 대해 항의하며 할아버지인 페르디난도 1세에게 도움을 청하는 일이 발생하였다. 잔 갈레아초 역시 장인인 알폰소(이사벨라의 부친)에게 하소연을 하였다. 페르디난도 1세도 1492년 이 문제에 개입해 루도비코에게 공작령 통치권을 이사벨라와 잔 갈레아초에게 양보하라고 명령했다. 그러나 루도비코는 거부했고, 나폴리 왕국과 루도비코 간에 갈등이 시작되었다.
루도비코는 나폴리를 견제하고 밀라노에 대한 자신의 통치권을 공고히 하려고 신성 로마제국의 황제 막시밀리안 1세와 혼인동맹을 맺었다. 1494년 3월 16일에 루도비코는 여조카 비앙카(잔 갈레아초의 누나)와 막시밀리안 1세의 결혼을 성공시킨 것이다. 지참금으로 막대한 돈을 지불하며 그 대가로 막시밀리안 1세에게 밀라노 공작칭호를 받아냄으로써 권력 찬탈 행위를 합법화하였다. 아버지 프란체스코 1세가 1450년 밀라노 공작에 오른 후 주변국들에 새로운 공작으로 인정을 받은바 있으나 유일하게 신성로마제국 황제에게는 인정을 받지 못했다. 그래서 이번 결혼동맹을 통해서 스포르차 가문의 밀라노 공작 계승을 인정받는 기회로 삼기도 했다.

### 1차 이탈리아 전쟁 (1494~1498)
루도비코는 프랑스와도 동맹을 맺었다. 그리고 샤를 8세의 이탈리아 원정을 충동질하였다. 갈등 관계에 있는 나폴리의 세력을 약화시키기 위해서이다. 샤를 8세가 평소 페르디난도 1세로부터 나폴리 왕국을 빼앗으려는 야심을 품고 있는 사실을 알고 있었기 때문에 이를 이용하려는 시도였다. 1494년 10월 프랑스 군은 밀라노의 지원 속에 이탈리아 원정을 감행했고 밀라노에 도착한 샤를 8세는 루도비코의 통치권을 옹호하였다. 샤를 8세가 군대를 이끌고 나폴리로 떠난후에 조카 잔 갈레아초가 죽자, 10월 22일에 루도비코는 밀라노 귀족들의 용인 아래 공식적으로 밀라노 공작 자리에 앉았다.
샤를 8세는 나폴리를 손쉽게 정복하였고 밀라노의 계승권을 주장하는등 이탈리아 전역을 혼란에 빠트렸다. 이는 루도비코가 예상치 못한 결과였다. 프랑스에 의해 자신도 위험에 처할 수 있다는 불안을 느끼게 되었고 베네치아가 주도하는 대(對)프랑스 동맹에 가입하였다. 1495년 포르노보 전투에서 동맹국들과 함께 프랑스군을 물리친다.

### 피사 정복 전쟁
1494년에 샤를 8세가 이탈리아를 침공해오자 피렌체는 항복하며 피사를 프랑스에 주둔지로 내어주고 말았다. 이후 피사가 독립을 선언하자 피렌체는 피사를 탈환하기 위해 전쟁을 시작했다. 쓸만한 항구가 없었던 피렌체는 1406년에 피사를 매입한 후 직접 통치해왔기 때문에 독립을 용납할 수 없었다. 이때 루도비코는 피렌체를 견제하기 위해 피사를 지원하면서 신성로마제국을 끌어들였다. 피렌체와 피사의 전쟁으로 대프랑스 동맹이 분열되는 것을 우려한 막시밀리안 1세는 1496년 이 전쟁에 개입하였지만, 이는 오히려 피렌체가 프랑스를 끌어들이는 결과를 낳았다.

### 2차 이탈리아 전쟁 (1499~1504)
프랑스의 샤를 8세가 1498년에 사망한 후 왕위를 계승한 루이 12세는 밀라노의 계승권을 주장하며 1499년 롬바르디아를 침공해 왔다. 루이 12세는 루도비코가 권력을 찬탈했다고 주장했다. 1494년에 밀라노 공작이어던 잔 갈레아초가 죽자 그의 숙부인 루도비코가 독살했을 것이라는 소문이 파다했었기 때문이다. 또한 비스콘티 가문의 마지막 공작인 필리포가 1447년 후계 없이 사망하자 프란체스코 스포르차가 사위의 자격으로 통치권을 계승하였다. 그러나 필리포의 유일한 후손인 비앙카(1425~1468)는 사생아였기 때문에 정통성에 문제가 있었다. 이에 반해 루이 12세는 할머니 발렌티나(1371~1408)를 통해 혈통을 물려받았으므로 정통성은 자신에게 있다고 주장하였다.
루이 12세는 미리 신성로마제국, 영국, 스페인 등과 우호적 조약을 맺은 후 1499년 7월 27,000명의 군대(1만명의 기병과 5천명의 스위의 용병 포함)를 이끌고 알프스를 넘어 왔다. 사태가 심각하다고 판단한 루도비코는 자신의 두 아들(마시밀리아노,프란체스코)과 함께 합스부르크 왕궁이 있는 인스부르크(Innsbruck)로 피신했다. 1500년, 루도비코는 두 아들을 인스부르크에 남겨놓고 귀국하여 밀라노를 되찾았으나, 기지가 있는 노바라가 프랑스 군에 의해 포위되었다. 스위스 용병을 포함한 양측 군대가 대치하게 되었는데 자국인끼리 싸우고 싶지 않았던 스위스 용병들은 노바라를 내버려 두고 돌아가 버렸다. 1500년 4월, 루도비코는 스위스인으로 가장하고 탈출을 시도하다가 프랑스 군에 붙잡히고 말았다. 10월 6일 밀라노는 농성 끝에 프랑스군에 정복당했다.

## 사망

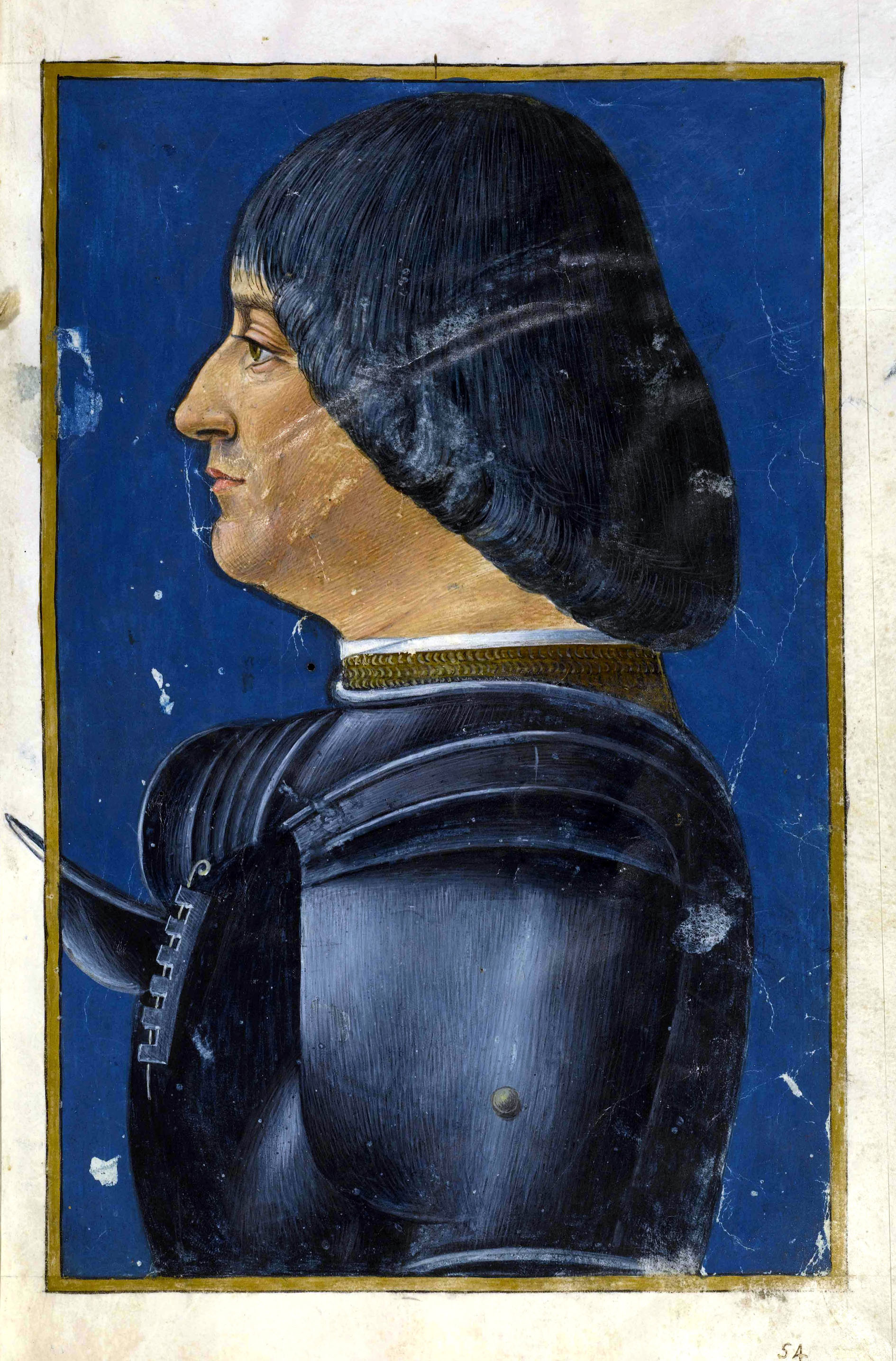
조반니 암브로조 데 프레디스가 그린 루도비코 스포르차의 초상화.

포로가 된 루도비코는 압송되어 프랑스 투렌에 있는 로슈 성에 갇혀 지내다 1508년 죽었다. 캉브레 동맹 전쟁 중인 1512년 8월에 스위스 용병과 베네치아가 합세하여 밀라노에서 프랑스군을 몰아낸뒤 장남인 마시밀리아노 스포르차가 밀라노 공작으로 추대되었다.
1515년 프랑스 루이 12세가 사망한 후 즉위한 프랑수아 1세는 대관식에서 자신이 밀라노 공작임을 선포한 후 9월에 이탈리아를 침공하였다. 1515년 9월 13일 벌어진 마리냐노 전투에서 승리한 프랑스는 10월 4일 밀라노를 함락시켰다. 마시밀리아노는 프랑스군에 생포되었고 30,000 두캇에 밀라노의 지배권을 포기한다. 이후 마시밀리아노는 프랑스에서 망명 생활을 하다가 1530년 6월에 사망하였다.
4차 이탈리아 전쟁 중인 1521년에 카를 5세가 프랑스로부터 밀라노를 탈환한 후 루드비코의 둘째 아들 프란체스코를 밀라노 공작에 임명하였다. 프란체스코는 문화와 경제적 회복에 노력하였으나 그의 권력은 밀라노에 상주하고 있는 스페인 군대에 의해 제한되었고 이에 대해 많은 불만을 가지고 있었다.
불만이 많던 프렌체스코는 스포르차 가문의 밀라노 복귀를 도와준 카를 5세를 1526년에 배반한다. 교황 클레멘스 7세가 주도하고 이탈리아 도시국가들이 참여한 코냑동맹에 가입하여 황제 카를 5세에 대적하여 코냑동맹전쟁에 합류하였다. 전쟁은 코냑동맹군의 대패로 이어졌고 스포르체스코 성에 포위당한 후 밀라노에 대한 통치권을 상실하고 말았다. 1529년 종전(終戰)에 따른 평화협정 시 거액의 배상금(900,000 스쿠티)을 물고나서 밀라노 지배권을 간신히 되찾았다.
1534년 5월 4일, 그는 크리스티안 2세와 이사벨 데 아우스트리아의 딸이자 카를 5세의 조카이기도 했던 덴마크의 크리스티네와 혼인하였다. 1535년 후계없이 사망하자 황제 카를 5세가 밀라노를 접수한 후 아들 펠리페 2세에게 밀라노를 물려주려 하였다. 프랑스가 이에 반발하며 1536년 3월에 밀라노를 침공함으로 6차 이탈리아 전쟁(1536-38)이 발생하게 된다.
루도비코의 또 다른 아들인 조반니 파올로는 성공한 콘도티에리로서 가문 내에서 최초로 카라바조 후작이 되었다. 그러나 프란체스코 사망 후 잠시 밀라노 공국에 대한 소유권을 주장했었으나, 같은 해에 원인을 알 수 없는 이유로 사망했다.

## 자녀
- 마시밀리아노 스포르차 (1493-1530)
- 프란체스코 2세 스포르차 (1495~1535)